# Скопление Эридана
Скопление Эридана — скопление галактик в южном полушарии, которое находится на расстоянии около 85 миллионов световых лет от центра группы. Расположено в созвездии Эридана рядом со скоплением Печи, от которого отдалено 20 миллионами световых лет и часто рассматривается как его часть. Скопление Эридана можно грубо разделить на две половины: северную подгруппу, вокруг NGC 1407, и южную подгруппу вокруг NGC 1395.

### Свойства Скопления Эридана
- Экваториальные координаты: RA=03h35m Dec=-22°;
- Галактические координаты: l=214° b=-53°;
- Супергалактические координаты: L=281° B=-43°;
- Расстояние до центра группы: 85 миллионов световых лет;
- Количество крупных галактик в группе: 73;
- Альтернативные названия для группы: Скопления Печи II.